# Stockebrogöl
Stockebrogöl är en sjö i Hultsfreds kommun i Småland och ingår i Emåns huvudavrinningsområde. Sjön är 16 meter djup, har en yta på 0,0643 kvadratkilometer och befinner sig 161,3 meter över havet.

## Delavrinningsområde
Stockebrogöl ingår i det delavrinningsområde (636755-149741) som SMHI kallar för Mynnar i Emån. Medelhöjden är 162 meter över havet och ytan är 14,52 kvadratkilometer. Det finns ett avrinningsområde uppströms, och räknas det in blir den ackumulerade arean 40,72 kvadratkilometer. Stensjöbäck som avvattnar avrinningsområdet har biflödesordning 2, vilket innebär att vattnet flödar genom totalt 2 vattendrag innan det når havet efter 105 kilometer. Avrinningsområdet består mestadels av skog (90 %). Avrinningsområdet har 0,61 kvadratkilometer vattenytor vilket ger det en sjöprocent på 4,2 %.